# Trofeo di calcio Hassan II 2000
La Trofeo di calcio Hassan II 2000 (Coupe internationale Hassan II de football 2000) fu la terza ed ultima edizione del Trofeo di calcio Hassan II, competizione calcistica amichevole per nazione organizzata dalla Federazione calcistica del Marocco. La competizione si svolse in Marocco dal 4 giugno al 6 giugno 2000 e vide la partecipazione di quattro squadre su invito: Francia, Giamaica, Giappone e Marocco.

## Formula
- Qualificazioni

Nessuna fase di qualificazione. Le squadre sono qualificate direttamente alla fase finale.
- Fase finale

Fase a eliminazione diretta - 4 squadre, giocano partite di sola andata. La vincente si laurea campione del Trofeo Hassan II.

## Squadre partecipanti
| Pr. | Squadra  | Data di qualificazione certa | Partecipante in quanto                                         | Partecipazioni precedenti al torneo | Ultima presenza |
| --- | -------- | ---------------------------- | -------------------------------------------------------------- | ----------------------------------- | --------------- |
| 1   | Marocco  | -                            | Rappresentativa della nazione organizzatrice della fase finale | 2 (1996, 1998)                      | 1998            |
| 2   | Francia  | -                            | Invitata                                                       | 1 (1998)                            | 1998            |
| 3   | Giamaica | -                            | Invitata                                                       | -                                   | Esordiente      |
| 4   | Giappone | -                            | Invitata                                                       | -                                   | Esordiente      |

Nella sezione "partecipazioni precedenti al torneo", le date in grassetto indicano che la nazione ha vinto quella edizione del torneo, mentre le date in corsivo indicano la nazione ospitante.

## Fase finale

### Fase a eliminazione diretta

#### Tabellone
|  | Semifinali | Semifinali | Semifinali |         |         | Finale          | Finale          | Finale          |  |
|  |            |            |            |         |         |                 |                 |                 |  |
|  | Giappone   | Giappone   | 2 (2)      |         |         |                 |                 |                 |  |
|  | Giappone   | Giappone   | 2 (2)      |         |         |                 |                 |                 |  |
|  | Francia    | Francia    | 2 (4)      |         |         |                 |                 |                 |  |
|  | Francia    | Francia    | 2 (4)      |         | Francia | Francia         | 5               |                 |  |
|  |            |            |            |         | Francia | Francia         | 5               |                 |  |
|  |            |            | Marocco    | Marocco | 1       |                 |                 |                 |  |
|  | Marocco    | Marocco    | Marocco    | Marocco | 1       | 1               |                 |                 |  |
|  | Marocco    | Marocco    |            |         |         | 1               |                 |                 |  |
|  | Giamaica   | Giamaica   | 0          |         |         | Finale 3º posto | Finale 3º posto | Finale 3º posto |  |
|  | Giamaica   | Giamaica   | 0          |         |         |                 |                 |                 |  |
|  |            |            |            |         |         |                 |                 |                 |  |
|  |            |            |            |         |         | Giappone        | Giappone        | 4               |  |
|  |            |            |            |         |         | Giappone        | Giappone        | 4               |  |
|  |            |            |            |         |         | Giamaica        | Giamaica        | 0               |  |

#### Semifinali
| Arbitro: | El Arjoun |

|                                |                      |                               |
| Morishima 34’ Nishizawa 70’    | Marcatori            | 61’ Zidane 75’ Djorkaeff      |
| Nakata A. Miura Inamoto Nanami | Tiri di rigore 2 – 4 | Djorkaeff Henry Anelka Lebœuf |

| Casablanca 4 giugno 2000                       | Marocco   | 1 – 0 | Giamaica | Stadio Mohamed V (40000 spett.) |
| \| \| \| \| \| Zerouali 61’ \| Marcatori \| \| |           |       |          |                                 |
|                                                |           |       |          |                                 |
| Zerouali 61’                                   | Marcatori |       |          |                                 |

#### Finale 3º posto
| Arbitro: | Bekaye |

|                                       |           |  |
| Jō 47’, 60’ A. Miura 66’ K. Miura 80’ | Marcatori |  |

#### Finale
| Arbitro: | Bujsaim |

|                                                              |           |            |
| Henry 27’ Djorkaeff 56’ Dugarry 79’ Anelka 83’ Wiltord 90+3’ | Marcatori | 65’ Naybet |

## Statistiche

### Classifica marcatori
2 reti
- Youri Djorkaeff
- Shōji Jō

1 rete
- Nicolas Anelka
- Christophe Dugarry
- Thierry Henry
- Sylvain Wiltord
- Zinédine Zidane
- Atsuhiro Miura

- Kazuyoshi Miura
- Hiroaki Morishima
- Akinori Nishizawa
- Noureddine Naybet
- Hicham Zerouali